# Моринский сельсовет
Моринский сельсовет — упразднённая административная единица на территории Ивьевского района Гродненской области Белоруссии.

## История
18 апреля 2017 года сельсовет был упразднён, его территория вошла в состав Ивьевского сельсовета.

## Состав
Моринский сельсовет включал 19 населённых пунктов:
- Большие Сонтаки — деревня.
- Бурдуки — деревня.
- Галеновка — деревня.
- Галеново — деревня.
- Дындылишки — деревня.
- Дуды — деревня.
- Залейки — деревня.
- Збойск — деревня.
- Кавкели — деревня.
- Кривичи — деревня.
- Луговая — деревня.
- Малые Сонтаки — деревня.
- Морино — агрогородок.
- Мостки — деревня.
- Новосёлки — деревня.
- Павловичи — деревня.
- Старченяты — деревня.
- Стоневичи — деревня.
- Ясловичи — деревня.

## Производственная сфера
СПК «Агро-Липнишки», УСП «Новый Двор-Агро», ООО «Неман-Пласт», СООО «ЛБИ-Экспорт»

## Социальная сфера
Медицина — 4 ФАПа. Культура — СДК, сельская библиотека, библиотека-клуб.

## Памятные места
Воинские захоронения — братская могила д. Морино.

## Достопримечательности
- Церковь Святой Живоначальной Троицы д. Морино[2]
- Костел Матери Божьей Чудотворной д. Дуды.